# Municipio de Pinotepa de Don Luis
El municipio de Pinotepa de Don Luis es uno de los 570 municipios que conforman al estado mexicano de Oaxaca. Pertenece al distrito de Jamiltepec, dentro de la región costa. Su cabecera es la localidad de Pinotepa de Don Luis.

## Historia
El primer asentamiento en la región fue un rancho propiedad del español Luis de Castilla. Dicho lugar fue bautizado como Pinotepa la segunda para distinguirlo de Pinotepa la primera, una localidad vecina que posteriormente fue renombrado como Santiago Pinotepa Nacional. El municipio cambió su nombre en honor al nombre de pila de su fundador, Don Luis.

## Geografía
El municipio abarca 74.54 km² y se encuentra a una altitud promedio de 420 m s. n. m., oscilando entre el nivel del mar y los 900 m s. n. m.
Colinda al norte con los municipios de San Pedro Jicayán y San Juan Colorado; al este con San Juan Colorado y San Lorenzo; al sur con San Andrés Huaxpaltepec y Santiago Pinotepa Nacional; al oeste con Santiago Pinotepa Nacional, San Miguel Tlacamama y San Pedro Jicayán.

## Demografía
De acuerdo al último censo, realizado por el INEGI en 2010, en el municipio habitan 6629 personas repartidas en 22 localidades. La densidad de población es de aproximadamente 89 habitantes por kilómetro cuadrado.